# السوسنت‌مارتون
آلشوسِنت‌مارتون (به مجاری:  Alsószentmárton) یک سکونتگاه مسکونی در مجارستان است که در بارانیا واقع شده‌است.